# Piesslinger

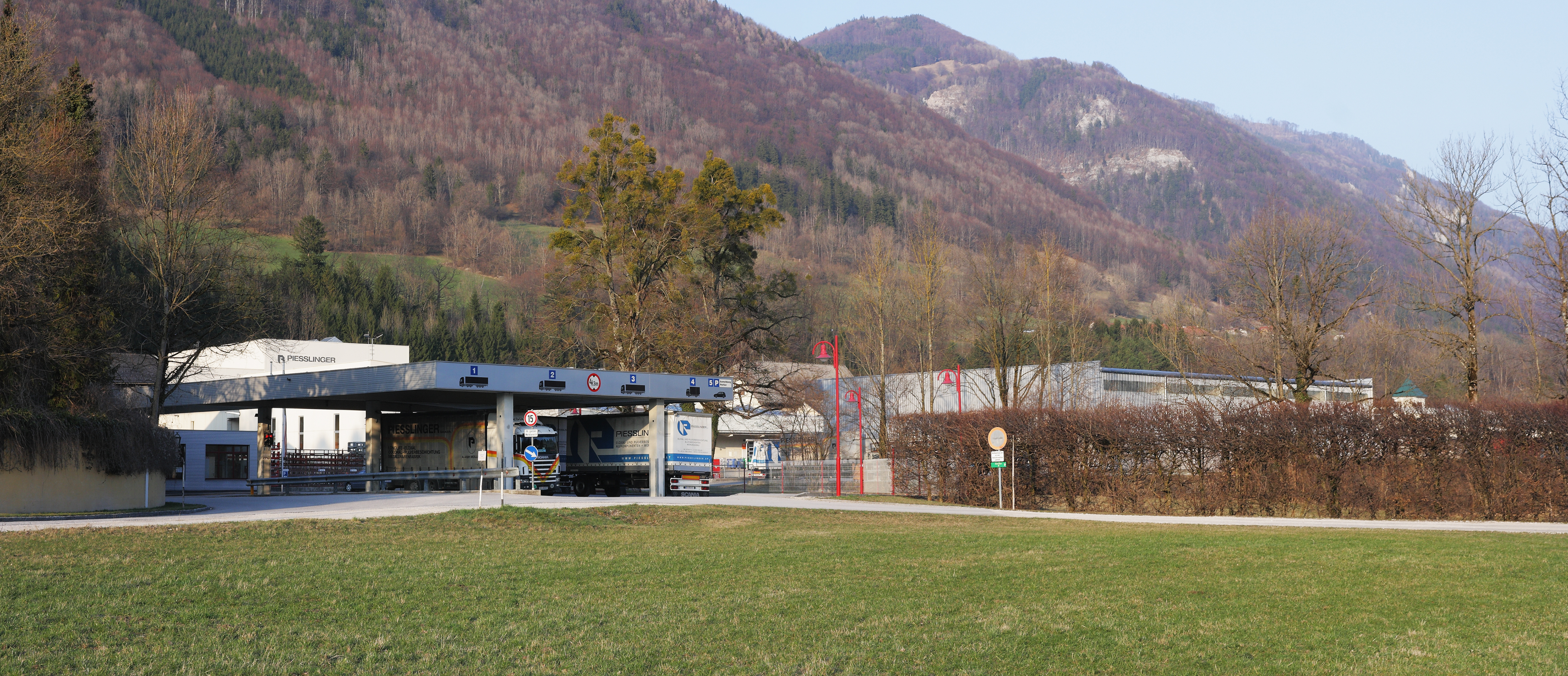
Piesslingerwerk in Molln (2012)

Die Piesslinger GmbH ist ein Unternehmen mit Firmensitz in Molln. Oberösterreichs ältestes Industrieunternehmen in Familienbesitz wurde vor mehr als 470 Jahren als Sensenschmiede gegründet und beschäftigt heute mehr als 400 Mitarbeiter. Der jährliche Gesamtumsatz beträgt ca. 30 Mio. Euro. Das Unternehmen ist auf die Oberflächenbearbeitung von Aluminium (Pulverbeschichtung, Eloxal), sowie die Veredelung von Aluminium zu Zierteilen spezialisiert. Das Unternehmen besitzt außerdem einen eigenen Werkzeugbau der für die Firma und externe Kunden Stanz-, Biege-, Zieh-, Prägewerkzeuge und Stanzvorrichtungen erzeugt.  Ein weiterer Bereich sind die Alukomponenten. Hier spezialisiert sich Piesslinger sich auf die Bearbeitung (fräsen, drehen, stanzen, prägen, sägen, entgraten, biegen, abkanten usw.) von Aluminium.

## Unternehmensgeschichte
Piesslinger wurde 1553 als Sensenschmiede gegründet und befindet sich in der 11. Generation in Familienbesitz. 
1950 wurde die erste Eloxalanlage errichtet, welche als Basis für das Unternehmen in seiner heutigen Form gilt. In den 1960er Jahren ist die erste Fertigungslinie für mechanische Bearbeitung von Aluminium entstanden. Der Bereich Oberflächentechnik wurde schließlich 1985 mit dem Bau der ersten Pulverbeschichtungsanlage vervollständigt. 2019 begann der Bau eines neuen Hochregallagers, dieser wurde 2020 fertig gestellt.